# Doerriesa striata
Doerriesa striata là một loài bướm đêm trong họ Noctuidae.